# Château de Scena
Le château de Scena (allemand : Schloss Schenna, italien : Castello di Scena), situé à Scena près de Merano est l'un des châteaux les plus importants au Tyrol du Sud. Le château et ses salles d'apparat sont ouverts pour des visites guidées.

## Histoire
Les seigneurs de Scena apparaissent comme ministériels des comtes de Tyrol au XIIe siècle.
Le château est érigé vers 1350, à la place d'un ancien château encore mentionné dans un document de 1346, par Petermann de Scena, gouverneur et Burggraf au château Tirolo de 1352 à 1369. À cette époque, Marguerite de Carinthie était la dernière comtesse du Tyrol de la dynastie des Goritz. Un certain nombre de familles nobles tyroliennes bien connus se sont succédé comme propriétaires du château, comme les seigneurs von Starkenberg (de), qui l'on perdu en 1423 au profit de Frédéric à la bourse vide, ou encore la famille Liechtenstein-Kastelkorn (de) en 1496.
En 1845, l'archiduc Johann achète le château. Après sa mort, il passe à ses descendants, les comtes de Merano (de). Il est encore en leur possession et est occupé et géré par les membres de la famille. La propriété comprend aujourd'hui le château, le mausolée sur la colline de l’église de Scena, où l'archiduc Jean et sa famille reposent, ainsi que la ferme « Thurnerhof », un établissement agricole et une auberge traditionnels.

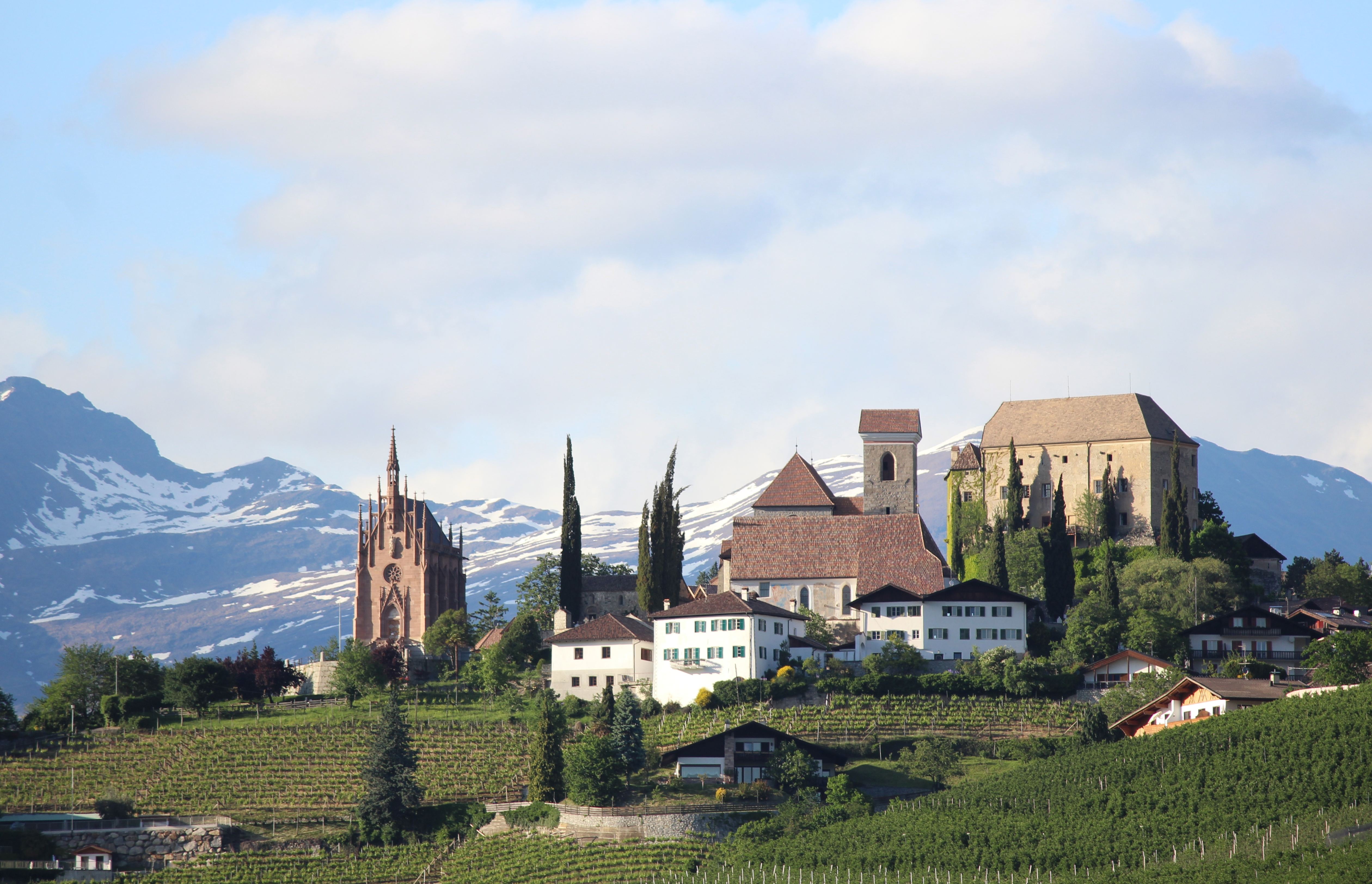
Château de Scena avec l'église paroissiale et le mausolée de l'archiduc Johann et Anna Plochl.
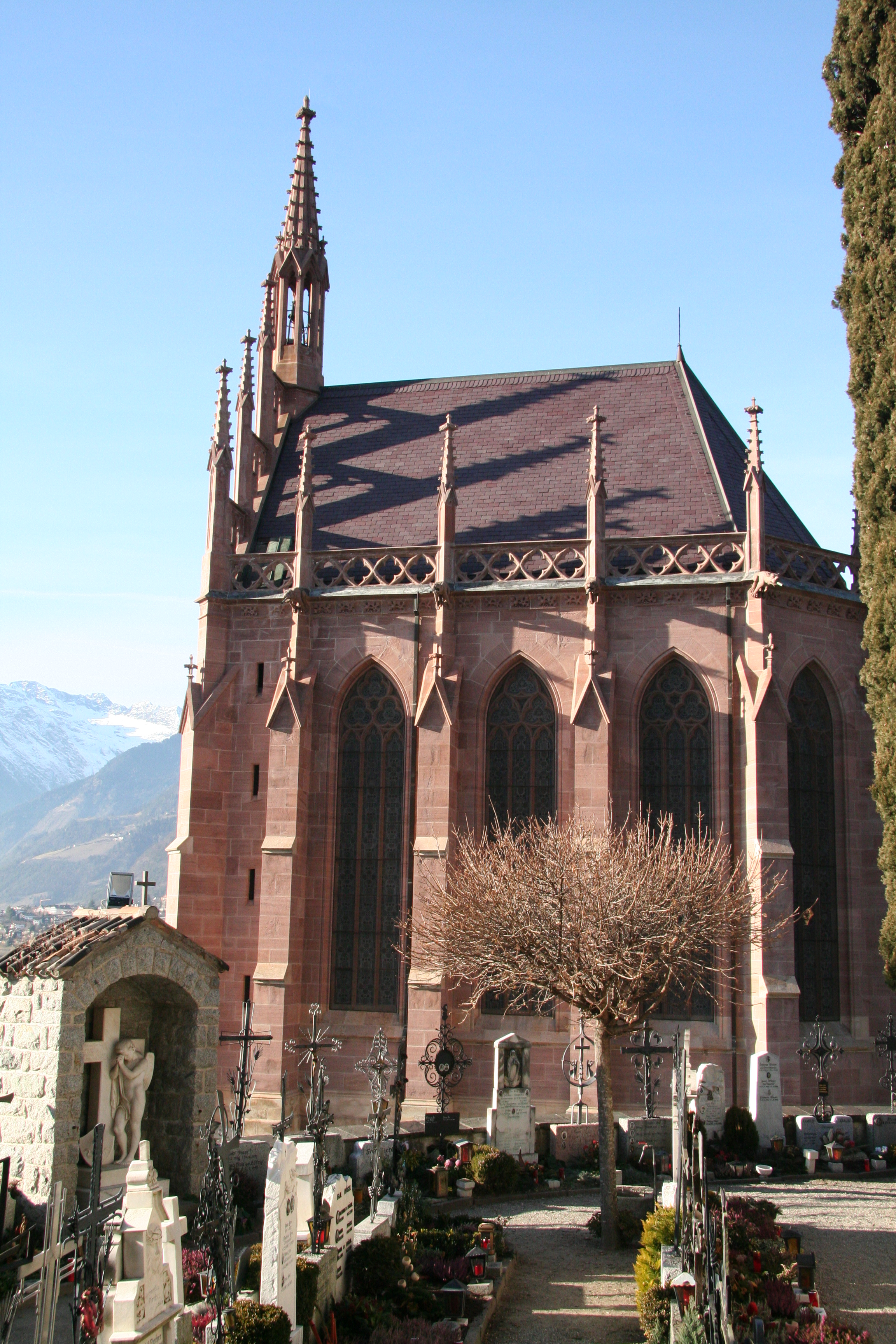
Le mausolée de l'archiduc Johann et Anna Plochl.

## Les collections
Parmi les collections de l'archiduc Johann, qui sont exposées dans les nombreuses salles du château, il y a des peintures et des portraits de ses ancêtres Habsbourg. En outre, on trouve dans le château, la plus importante collection privée concernant Andreas Hofer. De plus, des œuvres les peintres de chambre de Johann (Eduard Gurk (de) et Matthäus Loder (de)), qui ont créé d'imposantes peintures de paysages, des ustensiles divers propriétés de l'archiduc, ainsi qu'une collection de diverses armes du XIIe au XIXe siècle.

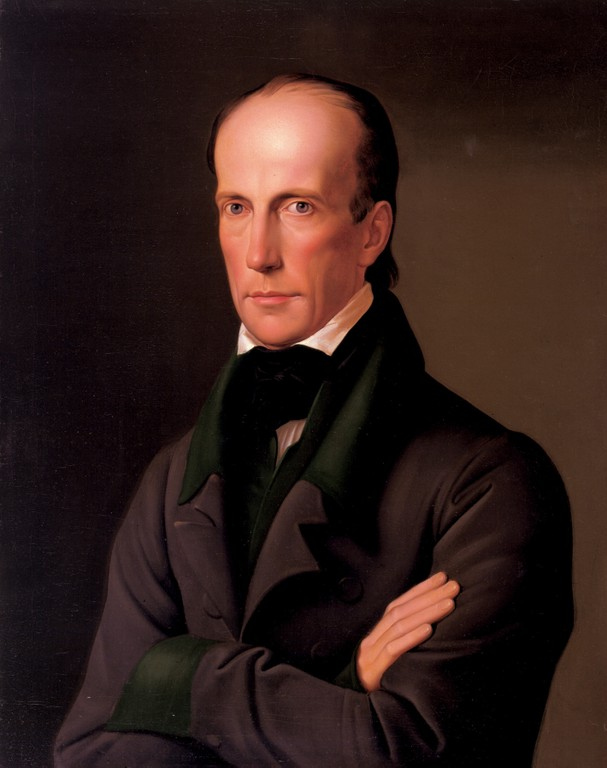
Archiduc Jean
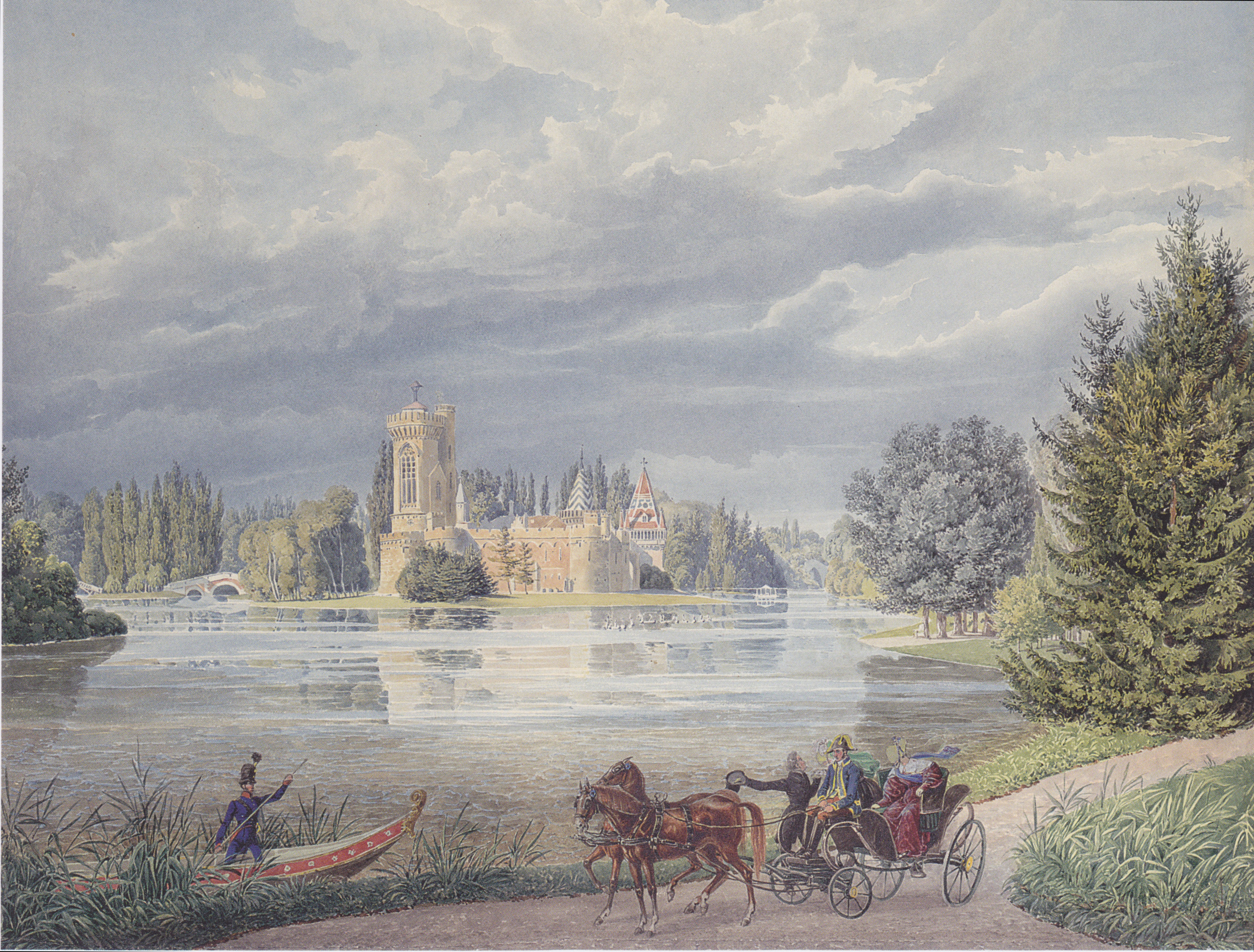
Eduard Gurk, Vue du château de Laxenburg, près de Vienne. Albertina.
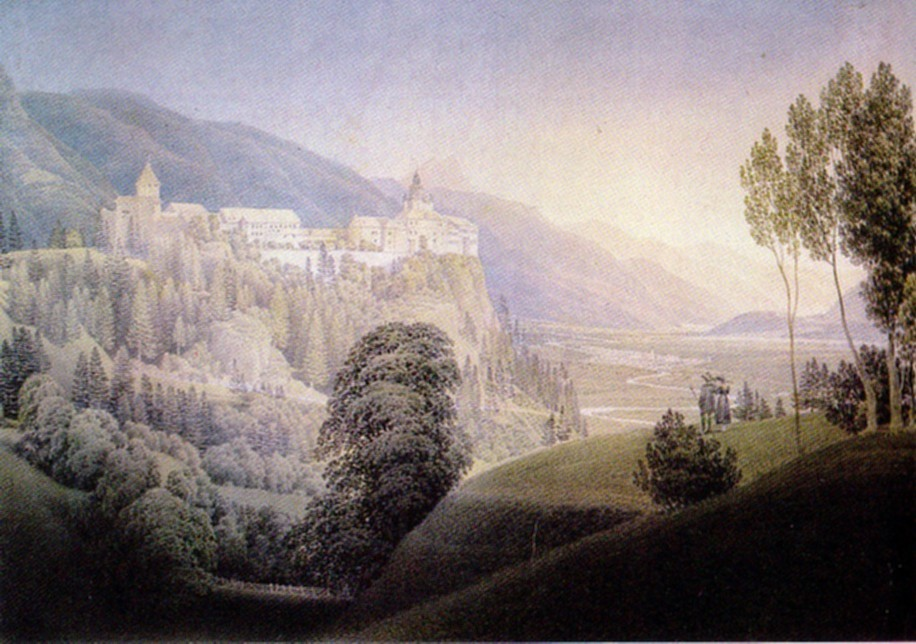
Matthäus Loder, Promenade de l'archiduc devant le château.

## Évènements
Au château de Scena a eu lieu, en 2011, le premier banquet de gourmets « Sterne, Schlösser, Almen ». Ont participé, entre autres, les chefs Gerhard Wieser (de) et Alois Haller.